# Atanycolus microstigmatus
Atanycolus microstigmatus är en stekelart som beskrevs av Roy D. Shenefelt 1943. Atanycolus microstigmatus ingår i släktet Atanycolus och familjen bracksteklar. Inga underarter finns listade.